# Drosophila schildi
Drosophila schildi este o specie de muște din genul Drosophila, familia Drosophilidae, descrisă de Malloch în anul 1924. Conform Catalogue of Life specia Drosophila schildi nu are subspecii cunoscute.